# Russisch-Turkse Oorlog (1735-1739)
De Russisch-Turkse Oorlog van 1735 tot 1739 was de vierde van elf oorlogen tussen het Russische en het Ottomaanse Rijk. Ook Oostenrijk was bij deze oorlog betrokken.
De voornaamste redenen die ten grondslag liggen aan deze oorlog waren Russische pogingen om toegang te krijgen tot de Zwarte Zee en Oostenrijkse pogingen om hun gebied in de Balkan uit te breiden. Ook probeerden de Russen de continue plunderingen van de, door de Turken gesteunde, Krimtataren te stoppen.

## De politieke situatie voor de oorlog
Vóór de oorlog stond het Russische Rijk er internationaal gunstig voor. In de Poolse Successieoorlog was Rusland aan de winnende hand en door de oorlog had Polen-Litouwen zijn aanspraak op een deel van Oekraïne opgegeven. De Kaspische Provincies, die tsaar Peter de Grote in de Russisch-Perzische oorlog van 1723 had veroverd, werden teruggegeven aan Perzië in ruil voor een Perzische oorlogsverklaring aan het Ottomaanse Rijk. Oostenrijk was sinds 1726 een bondgenoot van Rusland.

## Verloop van de oorlog

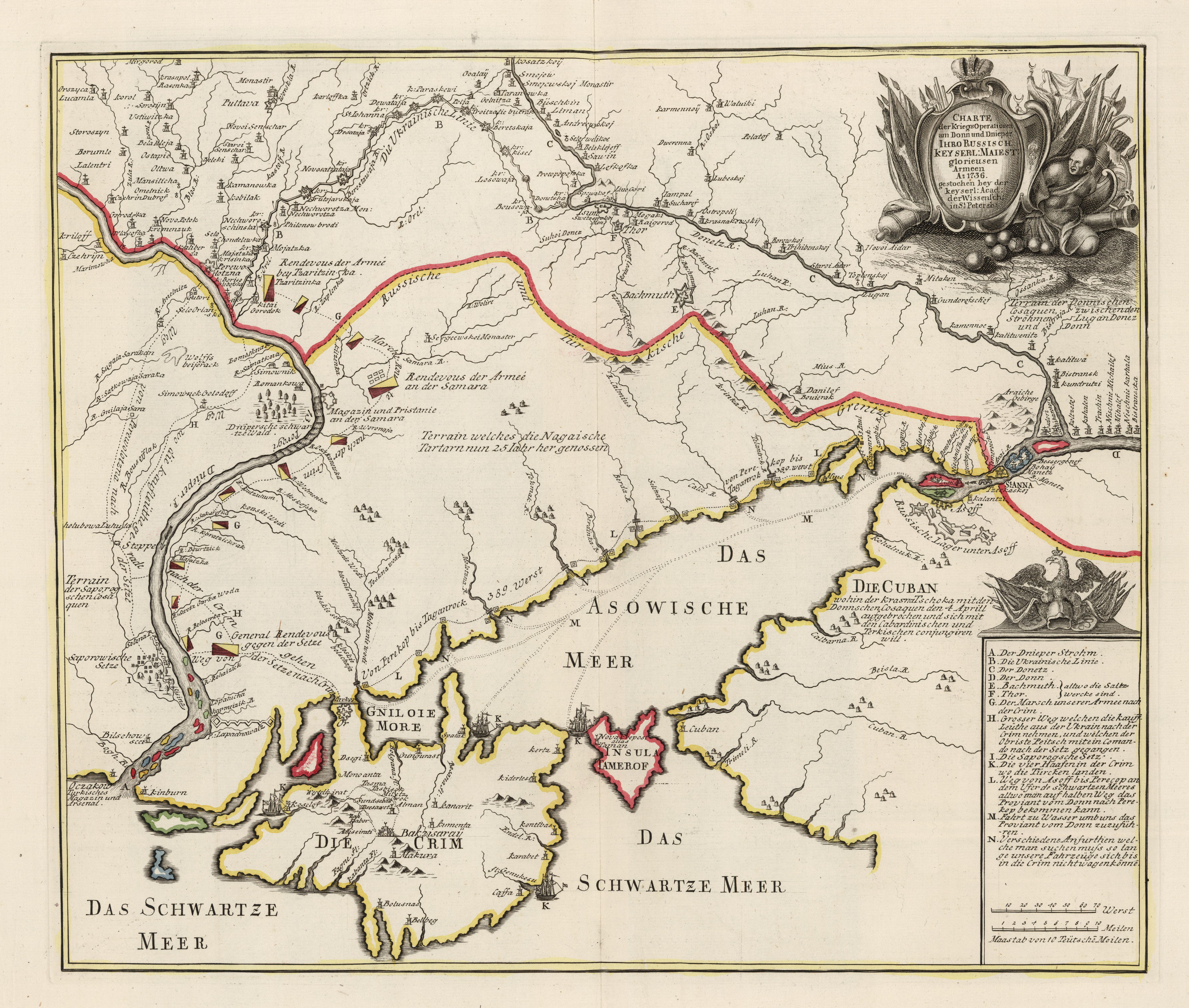
Operaties van Rusland 1736

Op 20 mei 1736 viel veldmaarschalk Burkhard Christoph von Munnich de Turkse Fortificaties op de Landengte van Perekop aan met een leger van 62.000 man. Op 17 juni werd Bachtsjysaraj, de hoofdstad van het kanaat van de Krim, veroverd. Maar door een tekort aan voorraden en de uitbraak van een epidemie moest het Russische leger teruggetrokken worden naar Oekraïne. Op 19 juni viel een ander Russisch leger onder het commando van generaal Peter Lacy, samen met een vloot onder viceadmiraal Peter Bredahl, het fort van Azov aan en veroverde het. In juli 1737 veroverde het leger van Burkhard Christoph von Munnich het fort van Otsjakov. Dezelfde maand marcheerde het leger van Peter Lacy naar de Krim waarbij het leger van de kan verschillende keren verslagen werd en Karasubazar veroverd werd. Door weer een tekort aan voorraden moest het leger de Krim echter weer verlaten.
Oostenrijk, dat vanaf juli 1737 met het Ottomaanse Rijk in oorlog was, werd in tegenstelling tot de Russen, verschillende keren door de Turken verslagen. Rusland, Oostenrijk en het Ottomaanse Rijk begonnen daarom onderhandelingen in Nemirov, maar deze liepen op niets uit. In 1738 waren er geen noemenswaardige militaire gebeurtenissen, maar het Russische leger moest zich wel uit Otsjakov terugtrekken vanwege een uitbraak van de pest.

## Einde van de oorlog
In 1739 trok het leger van Munnich de Dnjepr over, marcheerde Moldavië binnen, en versloeg het Turkse Leger in de buurt van Chotyn en bij Iaşi. De Turken hadden echter wel de Oostenrijkse legers kunnen verslaan, waardoor Oostenrijk op 21 augustus het Verdrag van Belgrado sloot. Hierdoor, samen met de dreiging van een Zweedse invasie van Rusland, sloot het Russische Rijk op 18 september vrede met het Verdrag van Nissa.
In deze verdragen moest Oostenrijk Oltenië en Noord-Servië aan het Ottomaanse rijk afstaan, maar wel werd de Habsburgse keizer erkend als officiële beschermheer van alle christelijke groepen die onder Ottomaans bewind leefden (zie: Millet) De Russische keizer had ook aanspraak op deze positie gemaakt. Rusland verkreeg Azov, hoewel hier geen fortificaties of een vloot mocht worden gebouwd.
Russisch-Turkse Oorlog (1569-1570) · Russisch-Turkse Oorlog (1676-1681) · Russisch-Turkse Oorlog (1686-1700) · Russisch-Turkse Oorlog (1710-1711) · Russisch-Turkse Oorlog (1735-1739) · Russisch-Turkse Oorlog (1768-1774) · Russisch-Turkse Oorlog (1787-1792) · Russisch-Turkse Oorlog (1806-1812) · Griekse Onafhankelijkheidsoorlog (1821-1831) · Russisch-Turkse Oorlog (1828-1829) · Krimoorlog (1853-1856) · Russisch-Turkse Oorlog (1877-1878) · Kaukasusveldtocht (1914-1918)